# Hyponerita similis
Hyponerita similis là một loài bướm đêm thuộc phân họ Arctiinae, họ Erebidae.